# Pseudoisocytidine
La pseudoisocytidine est un nucléoside synthétique dont la base nucléique est l'isocytosine et l'ose est le β-D-ribofuranose. C'est un isomère de l'isocytidine dans lequel le cycle pyrimidine a pivoté de 180° autour d'un axe passant par les atomes 3 et 6 du cycle :

Pseudoisocytidine (tautomère 1H)
Pseudoisocytidine (tautomère 3H)
Isocytidine

Elle diffère de l'isocytidine par la présence d'une liaison osidique C–C au lieu d'une liaison C–N, comme c'est également cas pour la pseudouridine. Il en existe deux tautomères, notés 1H et 3H selon l'atome d'azote hydrogéné dans le cycle pyrimidine.